# Kabanowo (Kaliningrad)
Kabanowo (russisch Кабаново, deutsch Pelkeninken, litauisch Pelkininkai) ist ein Ort in der russischen Oblast Kaliningrad. Er gehört zur kommunalen Selbstverwaltungseinheit Stadtkreis Tschernjachowsk im Rajon Tschernjachowsk.

## Geographische Lage
Kabanowo liegt am Westufer des Baches Auer (russisch: Torfjanka), etwa 22 Kilometer nordwestlich der Rajonstadt Tschernjachowsk (Insterburg). Der Ort ist von Krasnooktjabrskoje (Groß Ponnau) über einen Fahrweg zu erreichen. Eine Bahnanbindung besteht nicht.

## Geschichte
Die Gründung des bis 1946 Pelkeninken kleinen Dorfes erfolgte in der ersten Hälfte des 17. Jahrhunderts. Zwischen 1874 und 1945 war der Ort in den Amtsbezirk Plibischken (heute russisch: Gluschkowo) eingegliedert, der zum Kreis Wehlau im Regierungsbezirk Königsberg der preußischen Provinz Ostpreußen gehörte.
In Folge des Krieges kam Pelkeninken 1945 mit dem nördlichen Ostpreußen zur Sowjetunion. 1950 erhielt der Ort die russische Bezeichnung „Kabanowo“ und wurde dem Dorfsowjet Kamenski selski sowjet im Rajon Tschernjachowsk zugeordnet. Von 2008 bis 2015 gehörte Kabanowo zur Landgemeinde Kamenskoje selskoje posselenije und seither zum Stadtkreis Tschernjachowsk.

### Einwohnerentwicklung
| Jahr | Einwohner |
| ---- | --------- |
| 1910 | 142       |
| 1933 | 163       |
| 1939 | 146       |
| 2002 | 9         |
| 2010 | 16        |

## Kirche
Pelkeninken war bis 1945 mit seiner überwiegend evangelischen Einwohnerschaft in das Kirchspiel der Kirche Plibischken (heute russisch: Gluschkowo) eingebunden, das zum Kirchenkreis Wehlau (Snamensk) in der Kirchenprovinz Ostpreußen der Kirche der Altpreußischen Union gehörte. Heute liegt Kabanowo im Einzugsgebiet der neu entstandenen evangelisch-lutherischen Gemeinde in Talpaki (Taplacken), einer Filialgemeinde der Auferstehungskirche in Kaliningrad (Königsberg) in der Propstei Kaliningrad der Evangelisch-lutherischen Kirche Europäisches Russland.